# Corythalia murcida
Corythalia murcida är en spindelart som först beskrevs av Pickard-Cambridge F. 1901.  Corythalia murcida ingår i släktet Corythalia och familjen hoppspindlar. Inga underarter finns listade i Catalogue of Life.